# Lars Erik Nielsen
Pour les articles homonymes, voir Nielsen.
Pas d'image ? Cliquez ici
Lars Erik Nielsen, né le 1er janvier 1951 à Frederiksberg est un pilote automobile danois. Il compte notamment cinq participations consécutives aux 24 Heures du Mans entre 2004 et 2008.

## Carrière
En 2004, il s'engage pour la première fois aux 24 Heures du Mans au volant de la Porsche 911 GT3 RSR (996) de l'écurie The Racer's Group. Il termine l'épreuve à la dix-huitième place du classement général.
En 2005, il participe de nouveau aux 24 Heures du Mans. Il y pilote la Porsche 911 GT3 RS (996) de Sebah Automotive.
En 2006, il prend part aux 1 000 kilomètres de Donington au volant de la Porsche 911 GT3 RSR de Farnbacher Racing. Avec son coéquipier Marco Seefried, il ne prend que la treizième place à l'issue des qualifications puis renonce à disputer la course en raison d'une douleur à l’épaule causée par une déchirure d'un tendon. La même année, il s'engage de nouveau pour les 24 Heures du Mans (la voiture est exploitée par Seikel Motorsport et Farnbacher Racing) et termine deuxième de la catégorie GT2,,,.
En 2007, pour les 24 Heures du Mans, il rejoint les rangs de l'équipe espagnole Autorlando Sport, à bord de la Porsche 911 GT3 RSR (997),. Il termine la course à la troisième place de la catégorie GT2, soit une vingt-et-unième place au classement général.
Il participe une dernière fois aux 24 Heures du Mans en 2008. Toujours pour le compte du Farnbacher Racing, il pilote cette fois-ci une Ferrari F430 GTC, qu'il mène à la vingt-troisième place du classement général,.
En 2013, il vend ses parts de son entreprise Maldivian Air Taxi.